# Francesco della Questa

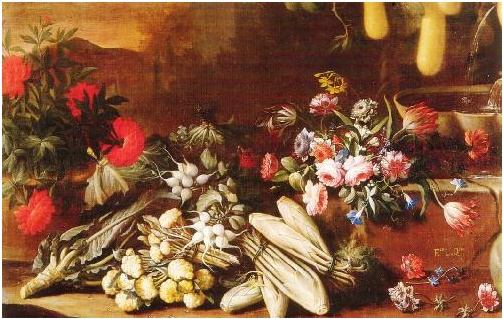
Francesco Della Questa: Bodegón de hortalizas. Óleo sobre lienzo, Madrid, colección de los marqueses de Viesca.

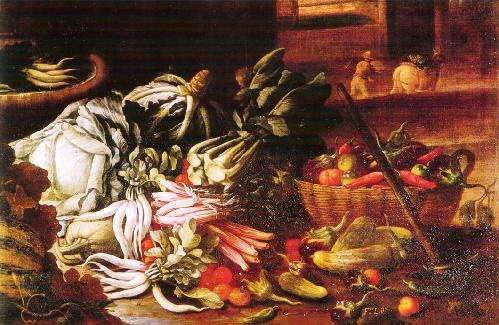
Francesco Della Questa: Bodegón de hortalizas. Óleo sobre lienzo, Madrid, colección de los marqueses de Viesca.

Francesco della Questa (Nápoles, 1639-1723) fue un pintor barroco italiano especializado en la pintura de bodegones de flores, frutas y hortalizas, combinando en ocasiones con algo de fauna marina y pequeñas figuras en la lejanía. 
De origen posiblemente español y realmente apellidado Cuesta, según De Dominici habría sido discípulo de Giovanni Battista Ruoppolo y superado a su maestro en la pintura de verduras, de las que había hecho un particular estudio del natural. De su biografía se sabe que estuvo casado dos veces, la segunda, tras enviudar, en 1689, cuando declaraba cincuenta años de edad, dato que ha servido para fijar el año de su nacimiento, y que 1666 se inscribió en la Corporación de pintores, de la que fue elegido prefecto en el bienio 1685-1687. De Dominici añadía que gozó de la protección de algunos nobles amantes de las bellas artes, gustosos de decorar sus salones con sus pinturas, lo que le permitió vivir decorosamente, y que era hombre muy querido por cuantos le conocían, por su mucha bondad y su integridad en los contratos.
Artista ecléctico, en sus obras se han advertido influencias, además del propio Ruoppolo, de Abraham Brueghel y de Giuseppe Recco y cierta evolución —aunque su estudio se ve dificultado por la falta de obras que se puedan datar con precisión— que va desde un naturalismo de técnica apretada y línea firme a la mayor libertad y sentido decorativo de las composiciones más propiamente barrocas, en las que ganan en importancia los efectos ambientales. En esa evolución pudo haber sido decisivo el trato con Luca Giordano, que agregó las figuras incorporadas a algunas de las composiciones de Della Questa y bajo cuya dirección participó en las decoraciones patrocinadas por el marqués del Carpio para las fiestas del Corpus Christi de 1684.